# Jantar (Satellit)
Als Jantar (russisch Янтарь, deutsch Bernstein) wird eine Serie von russischen Aufklärungssatelliten bezeichnet. Die Satelliten werden unter der Tarnbezeichnung Kosmos in eine niedrige Erdumlaufbahn gestartet.

## Geschichte
Die Geschichte der Jantar-Baureihe begann im Jahr 1964, als in Kuibyschew der Bau einer unbemannten Aufklärungssatellitenreihe geplant wurde. Sie war von der Sojus-Raumkapsel abgeleitet und sah zwei Versionen vor. Jantar-1 (GRAU-Index 11F622) zur großräumigen Überwachung sowie Kartographie und Jantar-2 (11F623) für hochauflösende Bilder. Zwischenzeitlich wurden auch andere Baureihen wie der extrem hochauflösende Jantar-6K (11F650), der hochauflösende Jantar-6KS (11F661) und die Überwachungssatelliten Jantar-1KF (11F630) und Jantar-3KF (11F649) geplant, aber letztendlich nie realisiert. Zum Teil wurden diese jedoch Vorläufer für andere Satelliten, wie zum Beispiel die Jantar-6K, die zum Orlets-1-Satellit weiterentwickelt wurden. Alle sollten mit Rückkehrkapseln für die belichteten Filme ausgestattet werden, die an Bord von Sojus-Raumschiffen getestet wurden. Die Entwicklung des Jantar-2 dauerte Jahre, da den bemannten Raumschiffen Vorrang eingeräumt wurde, stand jedoch nicht still und so wurde am 21. Juli 1967 die Entwicklung und der Bau der Jantar-2K-Baureihe (11F624, Codename Feniks) genehmigt. Der Erstflug war anfangs für 1969 geplant, fand jedoch erst am 23. Mai 1974 statt, wobei durch einen Fehler bei der Trennung der ersten und zweiten Stufe der Trägerrakete auch der Satellit verlorenging. So fand der erste Test (eines nicht voll ausgestatteten Testexemplars) erst beim nächsten Start am 13. Dezember 1974, welcher erfolgreich verlief und am 25. Dezember mitsamt den ersten Aufnahmen wieder landete. Der Satellit verfügt über ein hochauflösendes Schemtschug-4-Kamerasystem, das in klassischer Weise mit Film arbeitet und diesen mit Rückkehrkapseln zurück auf die Erde bringt.
Da sich Mitte der 1970er-Jahre nach dem Test der Satelliten der Jantar-2K-Reihe abzeichnete, dass diese die Anforderungen für die Aufklärung nicht erfüllen konnten, wurde im Mai 1977 von den entsprechenden sowjetischen Gremien drei Varianten einer zukünftigen Entwicklung diskutiert. Eine davon war der Fotoaufklärungssatellit Jantar-4K (GRAU-Index 11F693), welcher gegenüber der Jantar-2K-Serie mit 45 Tagen 50 % länger einsatzfähig bleiben sollte. Er wurde vom Konstruktionsbüro Koslow (nach Dmitry Koslow) in Samara auf Basis von Erfahrungen mit dem Sojus-Raumschiff und als Weiterentwicklung des Satellitenbus der Jantar-2K-Reihe entwickelt, wobei die Entwicklung in zwei Schritten erfolgen sollte. Die erste Stufe war die Version Jantar-4K1, die von einer Sojus-U-Rakete ins All gebracht werden sollte. Die folgende Version Jantar-4K2 (Codename Kobalt) sollte dann mit der leistungsfähigeren Zenit-Rakete gestartet werden, diese kam jedoch nie zum Einsatz. Der Satellit verfügt über ein hochauflösendes Schemtschug-18-Kamerasystem, das in klassischer Weise mit Film arbeitet und diesen mit Rückkehrkapseln zurück auf die Erde bringt. Es kann Bilder bis zu 60° außerhalb der Senkrechten aufnehmen und so ein größeres Gebiet abbilden. Der erste Teststart erfolgte am 27. April 1979 von Plessezk aus mit einer Sojus-U-Rakete. Nach weiteren erfolgreichen Tests wurde das System 1982 unter dem Codenamen Oktan für einsatzbereit erklärt. Ab 1984 wurde die projektierte Lebensdauer der Satelliten auf über 60 Tage erhöht, ab 1996 auf 90 und ab 1997 auf 120 Tage. Ab dem Jahr 2000 kam eine weiterentwickelte Version mit der Bezeichnung Kobalt-M zum Einsatz.
Neben Jantar-4K wurden etwa zur gleichen Zeit auch der Kartographiesatellit Jantar-1KFT und die mit elektrooptischen Systemen (anstelle des konventionellen Films) ausgerüsteten Satelliten des Typs Jantar-4KS (GRAU-Index 11F694, Codename Terilen) in Dienst gestellt. Letztere nutzen Kameras mit etwa 2 m Auflösung im optischen und infraroten Bereich für die Aufklärung, welche die Bilder über die Relaissatelliten vom Typ Potok/Lutsch zur Erde übertrugen. Der ersten Test fanden 1979 statt, wobei das System erst am 28. Dezember 1982 seinen Erststart hatte. Offiziell wurde es 1985 in Dienst gestellt. Auch bei dieser Variante der Jantar wurde die geplante Version Jantar-4KS2 nie realisiert und am 1. Juni 1983 aufgegeben, da sie mit 13 t Startmasse die Nutzlastkapazität der als Träger geplanten Zenit-Rakete überschritten hätte. Anstelle dessen wurde etwa 1991 eine modernisierte Variante Jantar-4KS1M (GRAU-Index 17F117, Codename Neman) in Dienst gestellt, die mit etwa 250 Tagen rund 50 Tage länger im Daten liefern konnte. Auf Basis der Jantar-4KS1M-Satelliten wurde am 5. August 2006 ein Erdbeobachtungssatellit mit entsprechender Forschungsausrüstung namens Resurs-DK1 gestartet.

| Serie        | Andere Bezeichnungen | GRAU-Index | Erststart          | letzter Start     | Anzahl | Bemerkungen |
| ------------ | -------------------- | ---------- | ------------------ | ----------------- | ------ | ----------- |
| Jantar-1KFT  | Kometa, Siluet       | 11F660     | 18. Februar 1981   | 2. September 2005 | 21     |             |
| Jantar-2K    | Feniks               | 11F624     | 23. Mai 1974       | 28. Juni 1983     | 30     |             |
| Jantar-4K1   | Oktan                | 11F693     | 27. April 1979     | 30. November 1983 | 12     |             |
| Jantar-4K2   | Kobalt               | 11F695     | 21. August 1981    | 25. Februar 2002  | 82     |             |
| Jantar-4K2M  | Kobalt-M             | 11F695M    | 24. September 2004 | 6. Mai 2014       | 9      | im Einsatz  |
| Jantar-4KS1  | Terilen              | 11F694     | 28. Dezember 1982  | 21. Dezember 1990 | 15     |             |
| Jantar-4KS1M | Neman                | 17F117     | 10. Juli 1991      | 3. Mai 2000       | 9      |             |

## Technische Daten
Die Satelliten Jantar-2K und -4K weisen eine Kegelform mit zwei Solarzellenauslegern auf und wiegen etwa 6,6 Tonnen. Sie sind 6,3 Meter lang und haben einen maximalen Durchmesser von 2,7 Metern. Sie bestehen jeweils aus einem Equipment-(Service-Modul), einem Instrumenten- und einem Kameramodul, das zur Erde zurückkommt. Der belichtete Film kann während der Mission mit zwei kleinen Rückkehrkapseln zurück zur Erde transportiert werden. Der typische Orbit eines solchen Satelliten war eine Bahn von 171 × 334 km (230 × 280 km oder 180 × 270 km bei Jantar-4KS) mit einer Inklination von 64,9° oder später 70,4° (beim Start von Baikonur aus) oder 67,1 bis 67,2° (beim Start von Plessezk aus). Die Satelliten werden seit 1984 (nach der Entwicklungs- und Testphase) von der Firma Arsenal in Sankt Petersburg gebaut.
Der Satellit Jantar-1KFT besteht aus dem Service-Modul der Jantar-2K/4K-Satelliten, dem kugelförmigen Rückkehrsystem der Zenit-Aufklärungssatelliten und den Solarzellenauslegern des Resource-F2-Satelliten. Er gleicht damit mehr den ursprünglichen Sojus-Raumschiffen als die Jantar-2K-Satelliten. Er ist mit einer filmbasierten Kamera vom Typ TK-350 (350 mm Brennweite, Bildabdeckung 200 km × 300 km, 10 m Auflösung) und einer hochauflösenden Kamera (KVR-1000, Bildabdeckung 40 km × 40 km, 2 m Auflösung) ausgerüstet. Er basiert auf dem Jantar-1KF-Entwurf, der jedoch ab 1971 umkonstruiert werden musste (offizieller Entwicklungsauftrag im Mai 1976), da die Nutzlast der Sojus-U-Rakete für diesen Entwurf nicht ausgereicht hätte. Die Bahnhöhe beträgt etwa 220 km und die Einsatzdauer liegt bei 45 Tagen.
Alle Satelliten sind durch ihre Triebwerke im All manövrierfähig.

## Startchronik

### Feniks
- Kosmos (656): Fehlstart am 23. Mai 1974
- Kosmos 697: Start am 13. Dezember 1974
- Kosmos 758: Start am 5. September 1975, durch Probleme mit dem Lageregelungssystem Kondor wurde schon am 6. September das Selbstzerstörungssystem aktiviert
- Kosmos 805: Start am 20. Februar 1976, erster vollständig ausgerüsteter Satellit mit Rückkehrkapseln, die jedoch nicht funktionierten (bei der ersten entfaltete sich der Bremsschirm nicht, die zweite verblieb durch Fehler im Bremstriebwerk im Orbit)
- Kosmos 844: Start am 22. Juli 1976, ein Solarzellensegel entfaltete sich nicht, nach drei Tagen per Funkkommando zerstört
- Kosmos 905: Start am 26. April 1977, erster vollständiger Erfolg
- Kosmos 949: Start am 6. September 1977
- Kosmos 1028: Start am 5. August 1978
- Kosmos 1079: Start am 27. Februar 1979
- Kosmos 1121: Start am 14. August 1979
- Kosmos 1144: Start am 2. November 1979
- Kosmos 1152: Start am 24. Januar 1980
- Kosmos 1208: Start am 26. August 1980
- Kosmos 1236: Start am 26. Dezember 1980
- Kosmos 1240: Start am 20. Januar 1981 von Baikonur aus
- Kosmos 1248: Start am 5. März 1981
- Kosmos (1261): Fehlstart am 28. März 1981 von Baikonur aus
- Kosmos 1270: Start am 18. Mai 1981 von Baikonur aus
- Kosmos 1274: Start am 3. Juni 1981
- Kosmos 1282: Start am 15. Juli 1981 von Baikonur aus
- Kosmos 1296: Start am 13. August 1981
- Kosmos 1318: Start am 3. November 1981
- Kosmos 1330: Start am 19. Dezember 1981 von Baikonur aus
- Kosmos 1336: Start am 30. Januar 1982 von Baikonur aus
- Kosmos 1350: Start am 15. April 1982 von Baikonur aus
- Kosmos 1384: Start am 30. Juni 1982 von Baikonur aus
- Kosmos 1407: Start am 15. September 1982
- Kosmos 1439: Start am 2. Februar 1983
- Kosmos 1454: Start am 22. April 1983
- Kosmos 1471: Start am 28. Juni 1983

### Oktan/Kobalt
- Kosmos 1097: Erster Testflug am 27. April 1979, Rückkehr nach 30 Tagen
- Kosmos 1177: Zweiter Testflug am 29. 1980 April, Rückkehr nach 44 Tagen
- Kosmos 1218: Start am 30. Oktober 1980 von Baikonur aus
- Kosmos 1298: Start am 21. August 1981
- Kosmos 1347: Start am 2. April 1982
- Kosmos 1377: Start am 8. Juni 1982
- Kosmos (1379): Fehlstart am 12. Juni 1982
- Kosmos 1399: Start am 4. August 1982
- Kosmos 1424: Start am 16. Dezember 1982
- Kosmos 1442: Start am 25. Februar 1983
- Kosmos 1457: Start am 26. April 1983. Einziger Satellit mit einer Bahnneigung von 70,4°.[4]
- Kosmos 1466: Start am 26. Mai 1983
- Kosmos 1489: Start am 10. August 1983
- Kosmos 1496: Start am 7. September 1983
- Kosmos 1504: Start am 14. Oktober 1983
- Kosmos 1511: Start am 30. November 1983
- Kosmos 1532: Start am 13. Januar 1984
- Kosmos 1539: Start am 28. Februar 1984
- Kosmos 1548: Start am 10. April 1984
- Kosmos 1558: Start am 25. Mai 1984
- Kosmos 1576: Start am 26. Juni 1984
- Kosmos 1585: Start am 31. Juli 1984
- Kosmos 1599: Start am 25. September 1984
- Kosmos 1611: Start am 21. November 1984
- Kosmos 1616: Start am 9. Januar 1985
- Kosmos 1630: Start am 27. Februar 1985
- Kosmos 1647: Start am 19. April 1985
- Kosmos 1654: Start am 23. Mai 1985
- Kosmos 1676: Start am 16. August 1985
- Kosmos 1679: Start am 29. August 1985
- Kosmos 1699: Start am 25. Oktober 1985
- Kosmos 1706: Start am 11. Dezember 1985
- Kosmos 1724: Start am 15. Januar 1986
- Kosmos 1734: Start am 26. Februar 1986
- Kosmos 1739: Start am 9. April 1986
- Kosmos 1756: Start am 6. Juni 1986
- Kosmos 1764: Start am 17. Juli 1986
- Kosmos 1773: Start am 27. August 1986
- Kosmos 1792: Start am 13. November 1986
- Kosmos 1807: Start am 16. Dezember 1986
- Kosmos 1811: Start am 9. Januar 1987
- Kosmos 1824: Start am 26. Februar 1987
- Kosmos 1835: Start am 9. April 1987
- Kosmos 1847: Start am 26. Mai 1987
- Kosmos 1866: Start am 9. Juli 1987, am 26. Juli durch Triebwerksfehler im All explodiert
- Kosmos 1886: Start am 17. September 1987
- Kosmos 1893: Start am 22. Oktober 1987
- Kosmos 1901: Start am 14. Dezember 1987
- Kosmos 1916: Start am 3. Februar 1988
- Kosmos 1935: Start am 24. März 1988
- Kosmos 1942: Start am 12. Mai 1988
- Kosmos 1955: Start am 22. Juni 1988
- Kosmos 1963: Start am 16. August 1988
- Kosmos 1969: Start am 15. September 1988
- Kosmos 1984: Start am 16. Dezember 1988
- Kosmos 1993: Start am 28. Januar 1989
- Kosmos 2005: Start am 2. März 1989
- Kosmos 2018: Start am 20. April 1989
- Kosmos 2020: Start am 17. Mai 1989
- Kosmos 2030: Start am 12. Juli 1989, am 28. Juli im All explodiert
- Kosmos 2047: Start am 3. Oktober 1989
- Kosmos 2052: Start am 30. November 1989
- Kosmos 2057: Start am 25. Januar 1990
- Kosmos (2064): Fehlstart am 3. April 1990
- Kosmos 2077: Start am 7. Mai 1990
- Kosmos (2085): Fehlstart am 3. Juli 1990
- Kosmos 2089: Start am 3. August 1990
- Kosmos 2102: Start am 16. Oktober 1990
- Kosmos 2108: Start am 4. Dezember 1990
- Kosmos 2124: Start am 7. Februar 1991
- Kosmos 2138: Start am 26. März 1991
- Kosmos 2149: Start am 24. Mai 1991
- Kosmos 2156: Start am 19. September 1991
- Kosmos 2171: Start am 20. November 1991
- Kosmos 2175: Start am 21. Januar 1992
- Kosmos 2182: Start am 1. April 1992
- Kosmos 2186: Start am 28. Mai 1992
- Kosmos 2203: Start am 24. Juli 1992
- Kosmos 2210: Start am 22. September 1992
- Kosmos 2220: Start am 20. November 1992
- Kosmos 2231: Start am 19. Januar 1993
- Kosmos 2240: Start am 2. April 1993
- Kosmos 2259: Start am 14. Juli 1993, nur 11 Tage im Orbit
- Kosmos 2274: Start am 17. März 1994, 65 Tage im All
- Kosmos 2283: Start am 20. Juli 1994, 71 Tage im All
- Kosmos 2311: Start am 22. März 1995
- Kosmos 2314: Start am 28. Juni 1995
- Kosmos 2331: Start am 14. März 1996. 89 Tage im All
- Kosmos (2333b): Start am 1. Juni 1996, Absturz der Trägerrakete 50s nach dem Start
- Kosmos 2348: Start am 15. Dezember 1997, 120 Tage im All
- Kosmos 2358: Start am 24. Juni 1998
- Kosmos 2365: Start am 18. August 1999
- Kosmos 2377: Start am 29. Mai 2001, 131 Tage im All.
- Kosmos 2387: Start am 25. Februar 2002

### Kobalt-M
- Kosmos 2410: Wahrscheinlich erster Satellit vom Typ Kobalt-M. Start am 24. September 2004. Rückkehr zur Erde am 9. Januar 2005. Flog in einem höheren Orbit von 213 × 330 km und wurde vorzeitig wieder zur Erde zurückgeholt.
- Kosmos 2420: Start am 3. Mai 2006, Rückkehr zur Erde am 19. Juli 2006
- Kosmos 2427: Start am 7. Juni 2007, Rückkehr zur Erde am 22. August 2007
- Kosmos 2445: Start am 14. November 2008
- Kosmos 2450: Start am 29. April 2009
- Kosmos 2462: Start am 16. April 2010
- Kosmos 2472: Start am 27. Juni 2011
- Kosmos 2480: Start am 17. Mai 2012
- Kosmos 2495: Start am 6. Mai 2014
- Kosmos 2505: Start am 5. Juni 2015

### Kometa
- Kosmos 1246: Start am 18. Februar 1981
- Kosmos 1370: Start am 28. Mai 1982
- Kosmos 1516: Start am 27. Dezember 1983
- Kosmos 1608: Start am 14. November 1984
- Kosmos 1673: Start am 8. August 1985
- Kosmos 1784: Start am 6. Oktober 1986
- Kosmos 1865: Start am 8. Juli 1987
- Kosmos 1896: Start am 14. November 1987
- Kosmos 1944: Start am 18. Mai 1988
- Kosmos 1986: Start am 29. Dezember 1988
- Kosmos 2021: Start am 24. Mai 1989
- Kosmos 2078: Start am 15. Mai 1990
- Kosmos 2134: Start am 15. Februar 1991
- Kosmos 2174: Start am 17. Dezember 1991
- Kosmos 2185: Start am 29. April 1992
- Kosmos 2243: Start am 27. April 1993
- Kosmos 2284: Start am 29. Juli 1994
- Kosmos (2333a): Fehlstart am 14. Mai 1996
- Kosmos 2349: Start am 17. Februar 1998
- Kosmos 2373: Start am 29. September 2000, Satellit mit Wostok-Rückkehrkapsel und zum Teil zivilen geodätischen Aufgaben
- Kosmos 2415: Start am 2. September 2005

### Terilen
- Kosmos 1426: Start am 28. Dezember 1982, 69 Tage im All
- Kosmos 1552: Start am 14. Mai 1984, 173 Tage im All
- Kosmos 1643: Start am 25. März 1985, 207 Tage im All
- Kosmos 1731: Start am 7. Februar 1986
- Kosmos 1770: Start am 6. August 1986
- Kosmos 1810: Start am 26. Dezember 1986
- Kosmos 1836: Start am 16. April 1987
- Kosmos 1881: Start am 11. September 1987
- Kosmos 1936: Start am 30. März 1988
- Kosmos 1958: Start am 9. Juli 1988, Fehlstart
- Kosmos 1979: Start am 11. November 1988, Fehlstart
- Kosmos 2007: Start am 23. März 1989
- Kosmos 2049: Start am 17. November 1989
- Kosmos 2072: Start am 13. April 1990
- Kosmos 2113: Start am 21. Dezember 1990

### Neman
- Kosmos 2153: Start am 10. Juli 1991
- Kosmos 2183: Start am 8. April 1992
- Kosmos 2223: Start am 9. Dezember 1992
- Kosmos 2267: Start am 5. November 1993
- Kosmos 2280: Start am 28. April 1994
- Kosmos 2305: Start am 29. Dezember 1994
- Kosmos 2320: Start am 29. September 1995
- Kosmos 2359: Start am 25. Juni 1998
- Kosmos 2370: Start am 3. Mai 2000